# Perrottetia (slak)
Perrottetia is een geslacht van weekdieren uit de klasse van de Gastropoda (slakken).

## Soorten
- Perrottetia aquilonaria Siriboon & Panha, 2013
- Perrottetia daedaleus (Bavay & Dautzenberg, 1908)
- Perrottetia dugasti (Morlet, 1892)
- Perrottetia megadentata Inkhavilay & Panha, 2016
- Perrottetia perrotteti (Petit de la Saussaye, 1841)
- Perrottetia unidentata Inkhavilay & Panha, 2016